# Back Bay (Boston)
Back Bay é um bairro oficialmente reconhecido de Boston, Massachusetts, construído do rio Charles. A construção começou em 1859, quando a demanda por moradias de luxo excedeu a disponibilidade na cidade na época, e a área foi totalmente construída por volta de 1900. Inicialmente concebida como uma área exclusivamente residencial, edifícios comerciais foram permitidos por volta de 1890, e Back Bay agora apresenta muitos edifícios de escritórios, incluindo a John Hancock Tower, o arranha-céu mais alto de Boston.

## História
Antes de ser transformada em terreno edificável por um projeto de enchimento do século XIX, a Back Bay era uma baía, a oeste da Península de Shawmut (no lado mais distante do Boston Harbor), entre Boston e Cambridge, onde o Rio Charles entrava pelo oeste. Essa baía tinha marés: a água subia e descia vários metros ao longo do dia e, na maré baixa, grande parte do leito da baía ficava exposta como uma planície pantanosa.
A empresa Goss e Munson estendeu linhas ferroviárias até pedreiras em Needham, Massachusetts, 9 milhas (14 km) de distância; um trem de 35 vagões transportando cascalho e outros materiais de aterro chegava a cada 45 minutos, dia e noite. William Dean Howells recordou "os primórdios da Commonwealth Avenue e das outras ruas de Back Bay, construídas com os seus porões deixados escavados no terreno arado, que os comboios de cascalho ainda estavam a fazer a partir das colinas a oeste".
A atual Back Bay foi preenchida em 1882; o projeto atingiu o terreno existente no que hoje é Kenmore Square em 1890 e terminou em Fens  em 1900. Grande parte da antiga barragem do moinho permanece enterrada sob a atual Beacon Street.
A conclusão da barragem do rio Charles em 1910 converteu o antigo estuário de Charles em uma bacia de água doce; a Charles River Esplanade foi construída para permitir que os residentes desfrutassem da vista da nova lagoa.

## Arquitetura
O plano de Back Bay, de Arthur Gilman da empresa Gridley James Fox Bryant, foi grandemente influenciado pela renovação de Paris por Haussmann.
As exigências de recuo e outras restrições, incluídas nas escrituras dos lotes da recém-abastecida Back Bay, produziram fileiras harmoniosas de arenitos marrons residenciais dignas de três a cinco andares (embora a maioria ao longo da Newbury Street esteja agora em uso comercial ou misto). A Back Bay está listada no Registro Nacional de Locais Históricos e é considerada um dos exemplos mais bem preservados da arquitetura urbana do século XIX nos Estados Unidos.
Desde a década de 1960, o conceito de High Spine influenciou o desenvolvimento de grandes projetos em Boston, reforçado pelas regras de zoneamento que permitem a construção de arranha-céus ao longo do eixo da Massachusetts Turnpike.